# Tây Sơn, Pleiku
Tây Sơn là một phường cũ thuộc thành phố Pleiku, tỉnh Gia Lai, Việt Nam.
Phường Tây Sơn có diện tích 1,54 km², dân số năm 1999 là 9.880 người, mật độ dân số đạt 6.416 người/km². Dân số năm 2019 là 29.640 người, mật độ dân số đạt 19.246 người/km².

## Hành chính
Phường Tây Sơn được chia thành 9 khu phố: Tùng Nghĩa, Đắk Ka, Tùng Banging, Ia Khiang Chợ, Tân Lập, Đông Hòa, Xuân Trường và Tiến Xuân.
Theo Nghị quyết số 1664/NQ-UBTVQH15 năm 2025, hợp nhất toàn bộ diện tích tự nhiên và dân số của 4 phường: Tây Sơn, Hội Thương, Hoa Lư, Phù Đổng và xã Trà Đa thành phường Pleiku.